# فريدريكه من براندنبورغ-شفيدت
فريدريكه من براندنبورغ-شفيدت (فريدريكه صوفيا دوروثيا؛ 18 ديسمبر 1736 - 9 مارس 1798)؛ أصبحت دوقة فورتمبيرغ بعد زواجها من فريدرش الثاني يوجين، دوق فورتمبيرغ، وهي من أسلاف العديد من أفراد العائلة المالكة الأوروبية.

## السيرة الذاتية
كانت فريدريكه ابنة مارغريف فريدرش فيلهلم من براندنبورغ-شفيدت والأميرة صوفيا دوروثيا البروسية، كانت والدتها أخت فريدرش العظيم ولويزا أولريكا عقيلة ملك السويد، يرجع نسبها إلى فريدرخ فيلهلم ناخب براندنبورغ.
وفي 2 نوفمبر 1753 تزوجت فريدريكه منيوجين من فورتمبيرغ وفي 1795 أصبح خليفة شقيقه مما جعلها دوقة فورتمبيرغ القرينة.
وُصف فريدريكه بأنها ظريفة وفاتنة كانت تنتمي إلى العقيدة الإصلاحية، بينما كان زوجها كاثوليكيًا، ومع ذلك قامت بتربية أطفالها على المذهب اللوثري كان خالها فريدرش الثاني العظيم ملك بروسيا قد وضع هذا الشرط بنفسه عند زواجهما وبناء على ذلك وافقت مؤسسات الدولة التي كانت أيضًا حكومتها بروتستانتية، على تخصيص مبلغ سنوي قدره 25 ألف غيلدر لتعليم الأطفال.
منذ عام 1769 عاشت في مونبليار التي كانت إحدى ممتلكات زوجها، وفي عام 1792 تخلت عنها بسبب أحداث الثورة الفرنسية، ورث زوجها دوقية فورتمبيرغ في الفترة من 1795 حتى وفاته في 1797.
في يوم زفاف ابنتها صوفي دوروثي من الإمبراطور الروسي المستقبلي بافل تم منحها لقب سيدة من وسام القديسة كاترين الروسي.

## الذرية
كان لديها اثني عشر ابناً:
- الدوق فريدرش فيلهلم كارل (6 نوفمبر 1754 - 30 أكتوبر 1816)؛ خلف والده كدوق فورتمبيرغ ثم أصبح فيما بعد أول ملك فورتمبيرغ.
- الدوق لودفيغ فريدرش ألكسندر (30 أغسطس 1756 - 20 سبتمبر 1817)؛ تزوجت من هنرييت من ناساو-فيلبورخ، لهم ذرية، ومن نسلهما فرع تك.
- الدوق يوجين فريدرش هنري (21 نوفمبر 1758 – 20 يونيو 1822)؛ تزوج من لويز من ستولبرغ-جيديرن ابنة عم لويز كونتيسة ألباني زوجة تشارلز إدوارد ستيوارت، وكما هي أرملة عم أديلايد من ساكس-ماينينغن، لهما ذرية.
- الدوقة صوفي دوروثيا أوغسته لويز (25 أكتوبر 1759 - 5 نوفمبر 1828)؛ تزوجت من بافل الأول إمبراطور روسيا، لهما ذرية.
- الدوق فيلهلم فريدرش فيليب (27 ديسمبر 1761 - 10 أغسطس 1830)؛ والد فيلهلم دوق أوراخ الأول، ومن نسله فرع أوراخ إحدى المطالبين بالعرش الليتواني.
- الدوق فرديناند فريدرش أوغسطس (22 أكتوبر 1763 - 20 يناير 1834)؛ جنرال نمساوي.
- الدوقة فريدريكه إليزابيث أمالي (27 يوليو 1765 - 24 نوفمبر 1785)؛ تزوجت من بيتر دوق أولدنبورغ، لهم ابنان.
- الدوقة إليزابيث فيلهيلمين لويز (21 أبريل 1767 - 18 فبراير 1790)؛ تزوجت من الأرشيدوق فرانتس النمساوي .
- الدوقة فريدريكه فيلهلمين كاتارينا (3 يونيو - 22 أكتوبر 1768).
- الدوق كارل فريدرش هاينريش (3 مايو 1770 - 22 أغسطس 1791).
- الدوق ألكسندر فريدرش كارل (24 أبريل 1771 - 4 يوليو 1833)، مؤسس فرع الدوقي، ومن نسله المطالبين بالعرش.
- الدوق كارل هاينريش (3 يوليو 1772 – 28 يوليو 1833).